# The Essential Ozzy Osbourne
The Essential Ozzy Osbourne är en samlingsskiva med Ozzy Osbourne från 2003.

## Låtlista
CD 1
1. "Crazy Train" - 4:50
2. "Mr. Crowley" - 4:50
3. "I Don't Know" (Live) - 4:50
4. "Suicide Solution" - 4:50
5. "Goodbye to Romance" - 5:32
6. "Over the Mountain" - 4:32
7. "Flying High Again" - 4:38
8. "Diary of a Madman" - 6:13
9. "Paranoid" (Live) - 2:53
10. "Bark at the Moon" - 4:15
11. "You're No Different" - 5:49
12. "Rock 'n' Roll Rebel" - 5:22
13. "Crazy Babies" - 4:14
14. "Miracle Man" - 3:44
15. "Fire in the Sky" - 6:24
16. "Breakin' All the Rules" - 5:13

CD 2
1. "Mama, I'm Coming Home" - 5:13
2. "Desire" - 5:46
3. "No More Tears" - 7:23
4. "Time After Time" - 4:20
5. "Road to Nowhere" - 5:09
6. "I Don't Want to Change the World" (Live) - 4:06
7. "Perry Mason" - 5:53
8. "I Just Want You" - 4:56
9. "Thunder Underground" - 6:28
10. "See You on the Other Side" - 6:10
11. "Gets Me Through" - 5:05
12. "Dreamer" - 4:45
13. "No Easy Way Out" - 5:06